# 用賀パーキングエリア
用賀パーキングエリア（ようがパーキングエリア）は、東京都世田谷区の首都高速道路3号渋谷線上にあるパーキングエリアである。
上り線（東京都心方面）のみ設置されており、用賀本線料金所を過ぎてすぐの左側に位置している。料金所手前には、パーキングエリア利用者は料金所の左側のブースを利用する旨の看板が設置されている。

## 道路
- 首都高速3号渋谷線

## 施設

### 上り線（渋谷・谷町方面）
駐車場は高架上の本線に隣接している。休憩施設は駐車場下の高架上に位置する。
次述のバス停留所からの降車客向けに、1階から地上の一般道に出られる通路が設けられているが、出場のみの一方通行であり、一般道からの入場はできない。
所在地：東京都世田谷区用賀四丁目260-37外
- 駐車場
  - 小型 20台
  - 大型 2台
  - 身障者用 1台
- トイレ
  - 男 大2 (洋式2)、小5
  - 女 5 (洋式5)
  - 身障者用 2
- 自動販売機

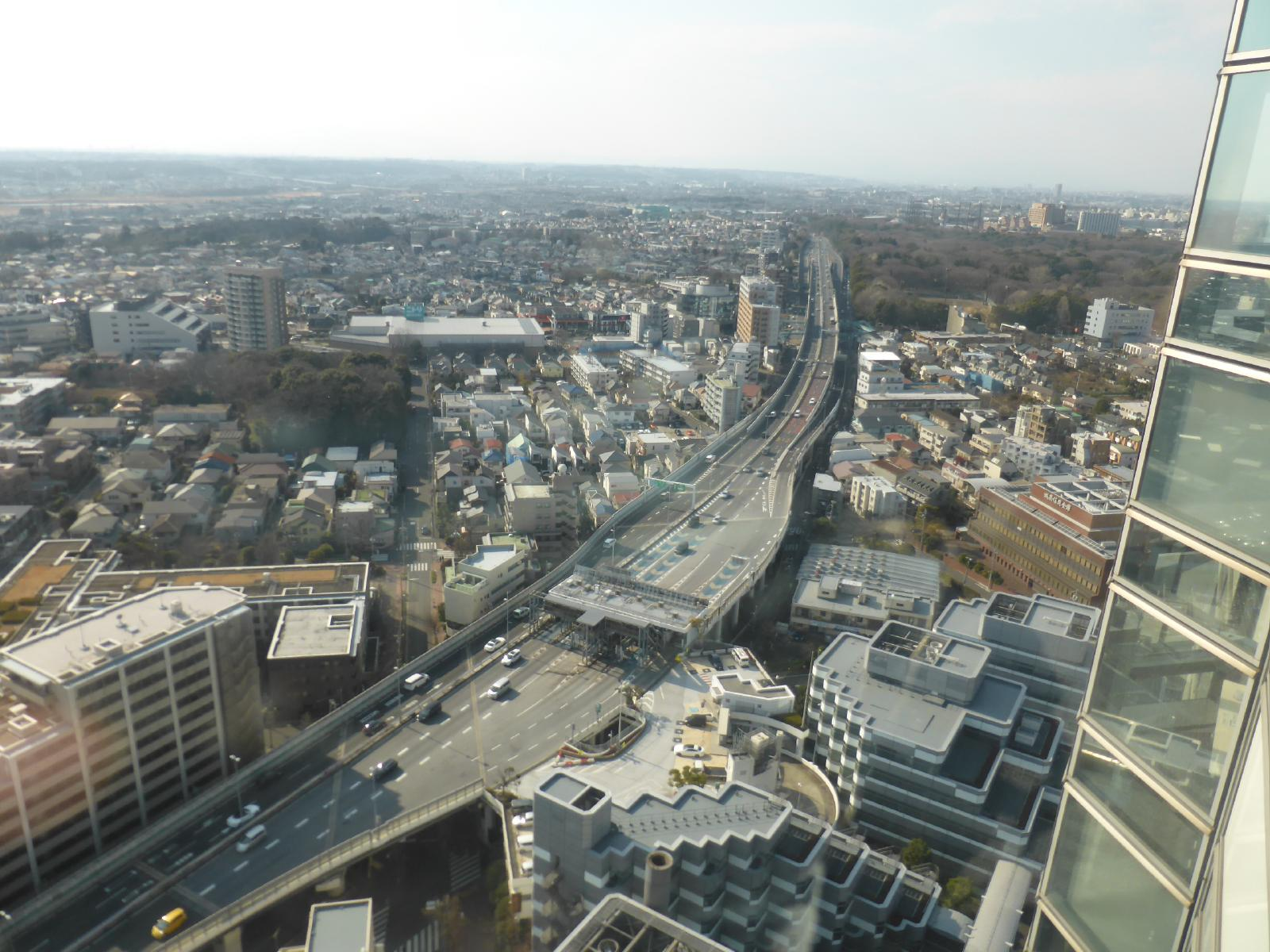
用賀本線料金所を過ぎてすぐ左の、上り線（東京都心方面）にだけある
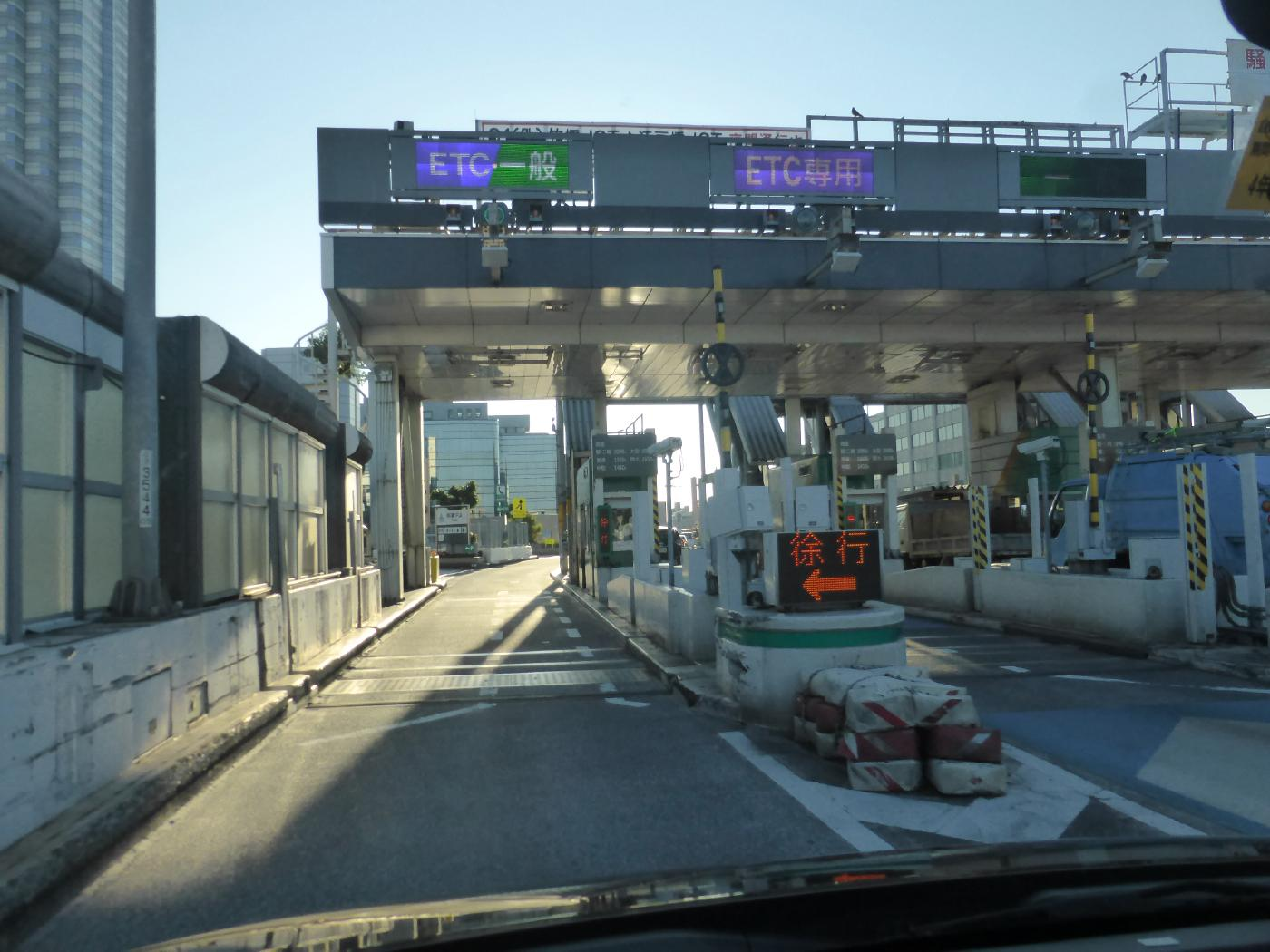
用賀料金所の左側のブースを利用する
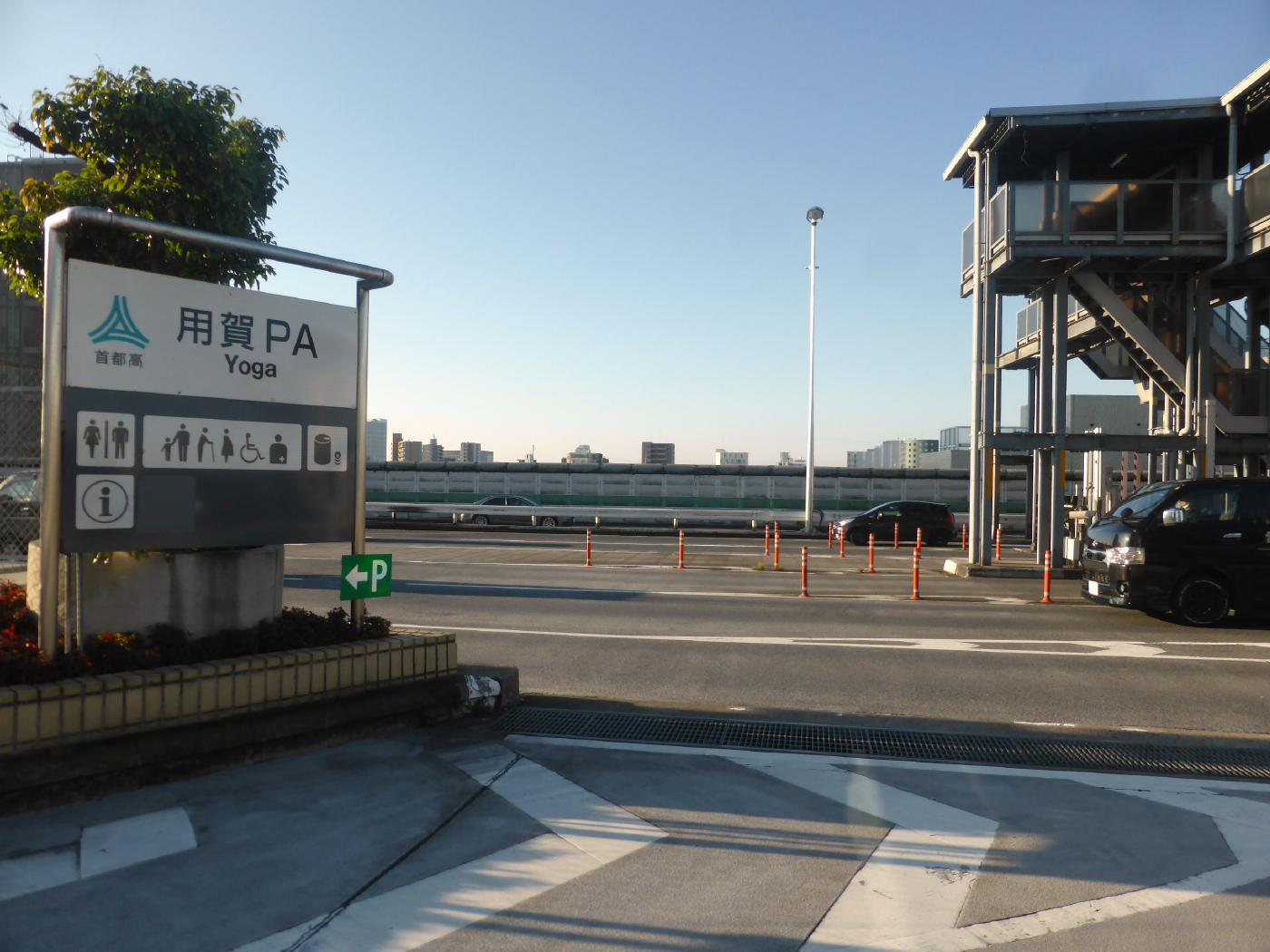
用賀パーキングエリアと用賀本線料金所
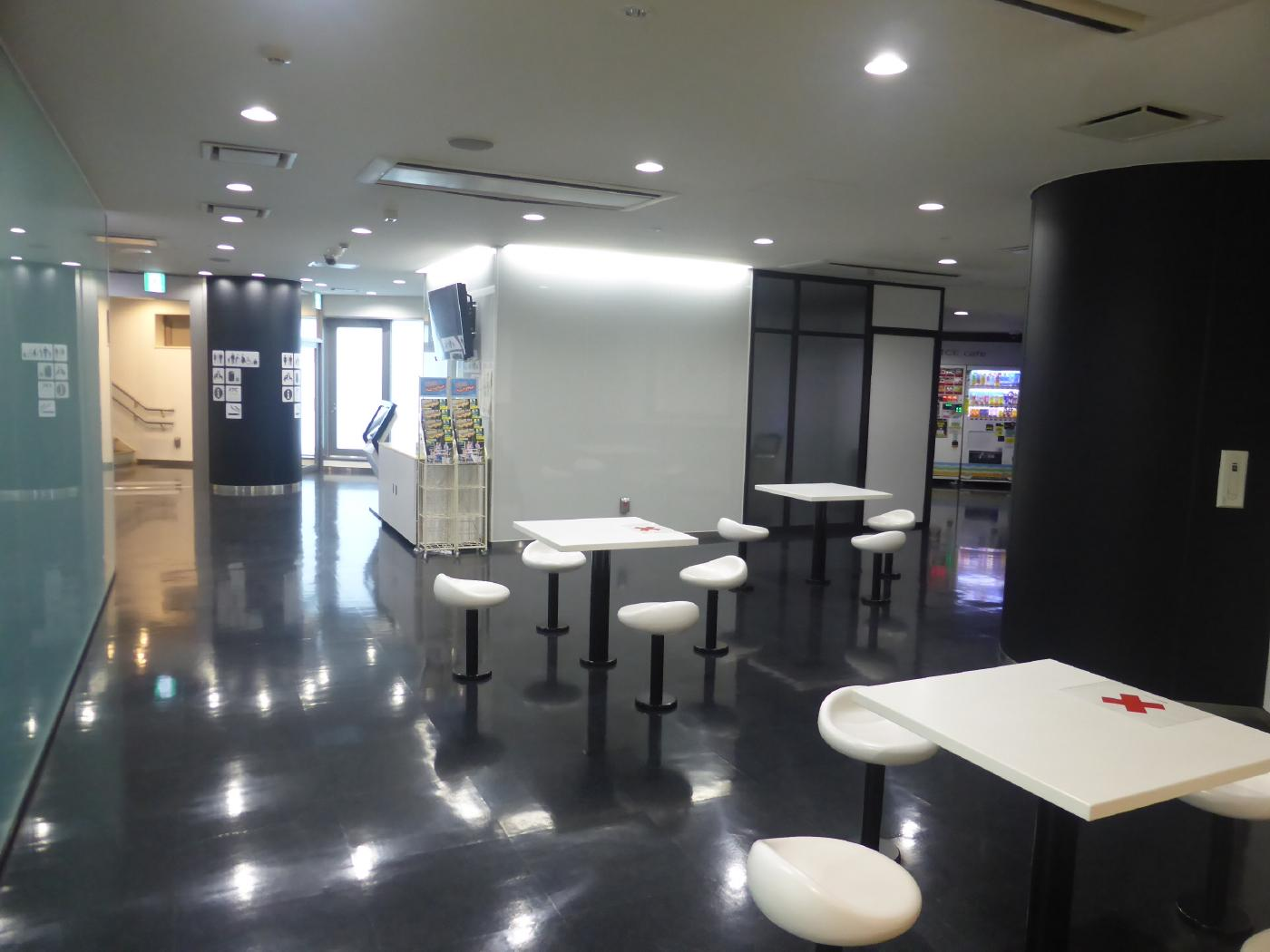
用賀PAの3F休憩所

### バス停留所

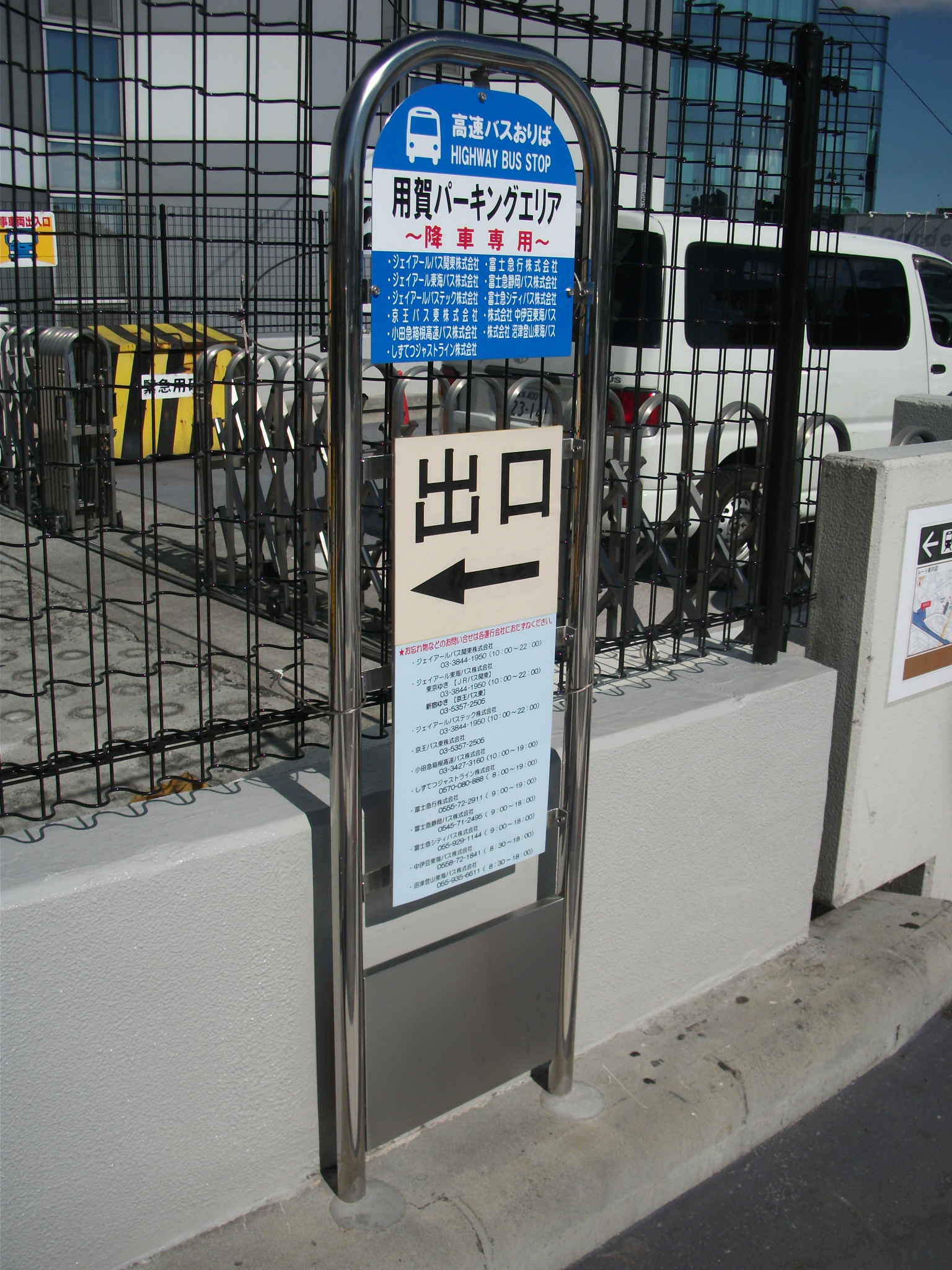
用賀パーキングエリアバス降り場

PA内に高速バスの用賀パーキングエリアバス停（降車専用）が設置されている。
東名高速道路 → 首都高速3号渋谷線ルートでの渋滞による到着遅延の回避を主眼として、2011年（平成23年）10月13日より、本PAに降車専用の高速バス停留所を設け、徒歩5分の位置にある東急田園都市線用賀駅より同線利用で渋谷駅までの各駅へ乗り継ぎができるサービスが開始された。
乗り継ぎ時は、バス降車時に用賀駅から桜新町駅 - 渋谷駅間各駅までの区間を100円（大人用のみ。現金利用での通常運賃は用賀から渋谷まで190円（サービス開始当時））で利用できる乗り継ぎ券を発券する形となっていた。このサービスの対象となる高速バス路線は、サービス開始時点で、以下の各地から東京駅または新宿駅に向かう路線（夜行便を除く）であった。
- 東京駅行
  - 御殿場プレミアム・アウトレット、河口湖、沼津、富士・富士宮、清水、静岡、浜松、名古屋 の各地発の路線
- 新宿駅行
  - 箱根、御殿場プレミアム・アウトレット、御殿場、沼津、修善寺、静岡、浜松、三島 の各地発の路線

その後、対象路線は2018年2月時点で16社28系統（東京行19路線、新宿行9路線）まで拡大した。
サービス開始から約8年が経過し利用実態が多様化している等の理由から、2019年（令和元年）9月30日利用分をもって乗り継ぎ乗車券（100円）の販売を終了したが、引き続き、混雑時の用賀PAでの降車は可能となっている。
なお、このサービス実施に先立ち、2010年5月21日から6か月間の予定で実証実験が行われた。実証実験時は、バス降車時に発券された乗り継ぎ券（100円、大人小児同額）を用賀駅の出札窓口で乗車券に引き替える必要があった。
首都高速道路での同種の実験は、2008年に実施され2009年4月から本格実施となった八潮パーキングエリア → 首都圏新都市鉄道つくばエクスプレス八潮駅に次いで2例目であった。

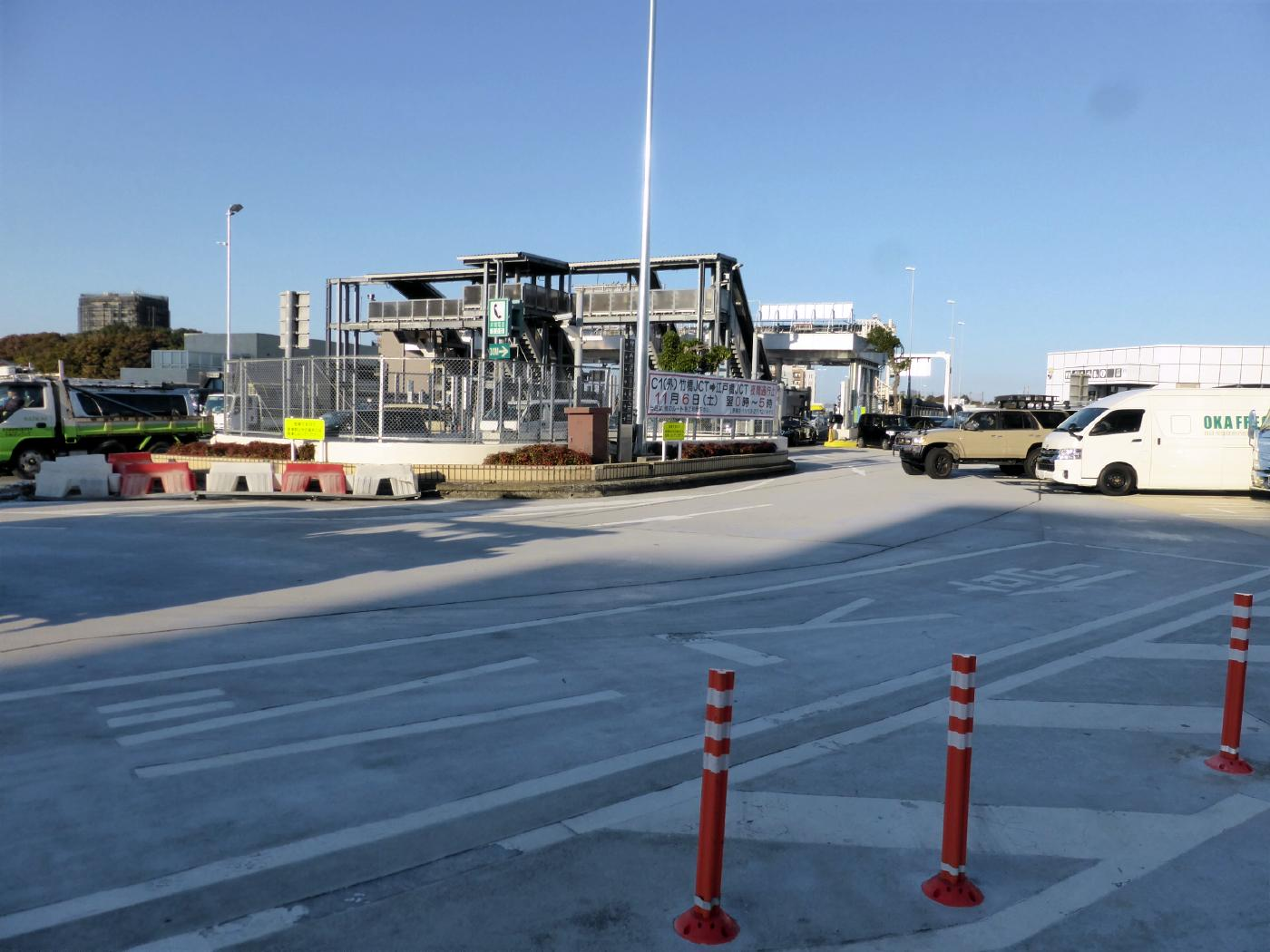
用賀PAのバス停留所と用賀本線料金所
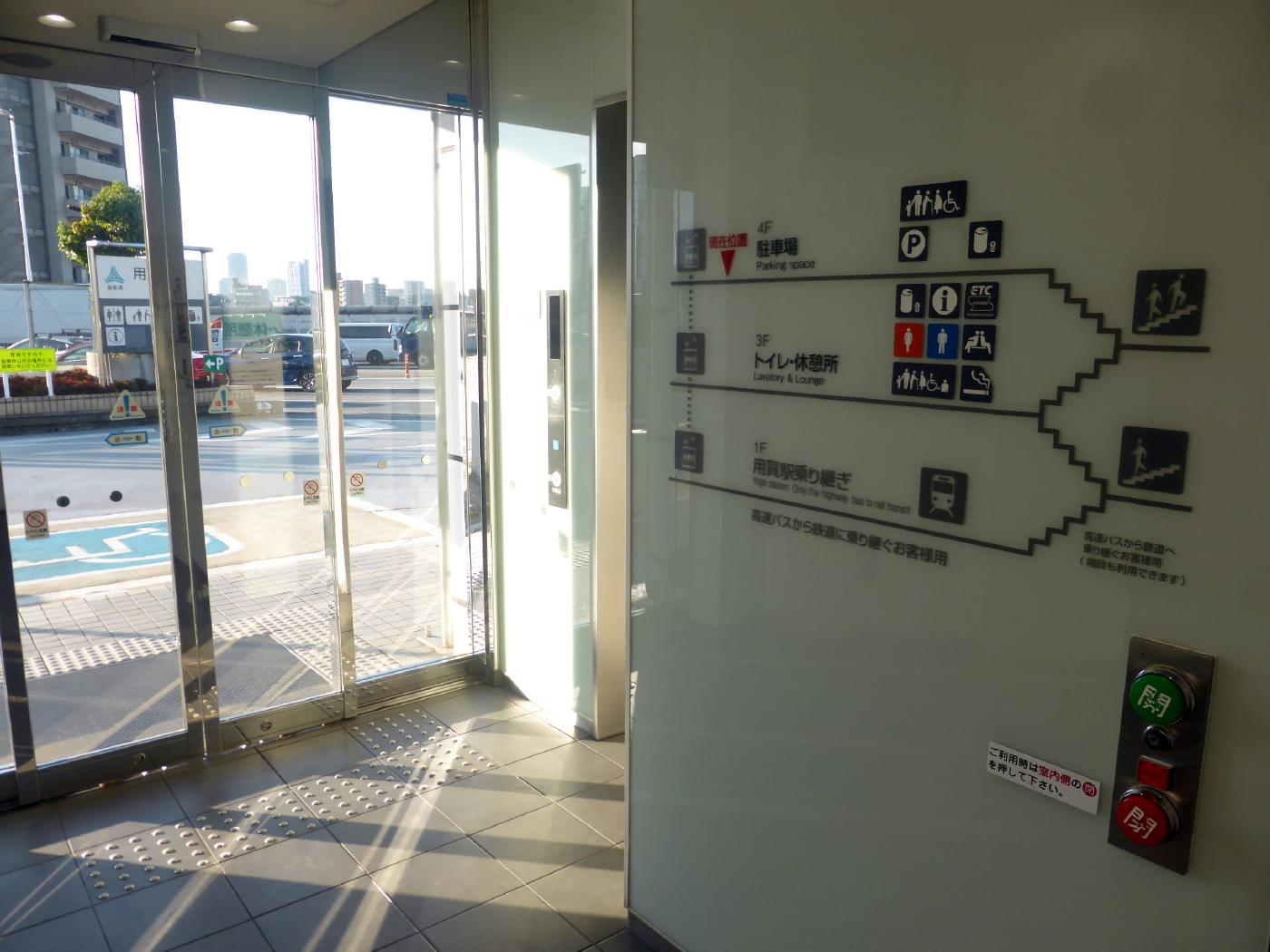
用賀PAフロア案内。4Fが駐車場。
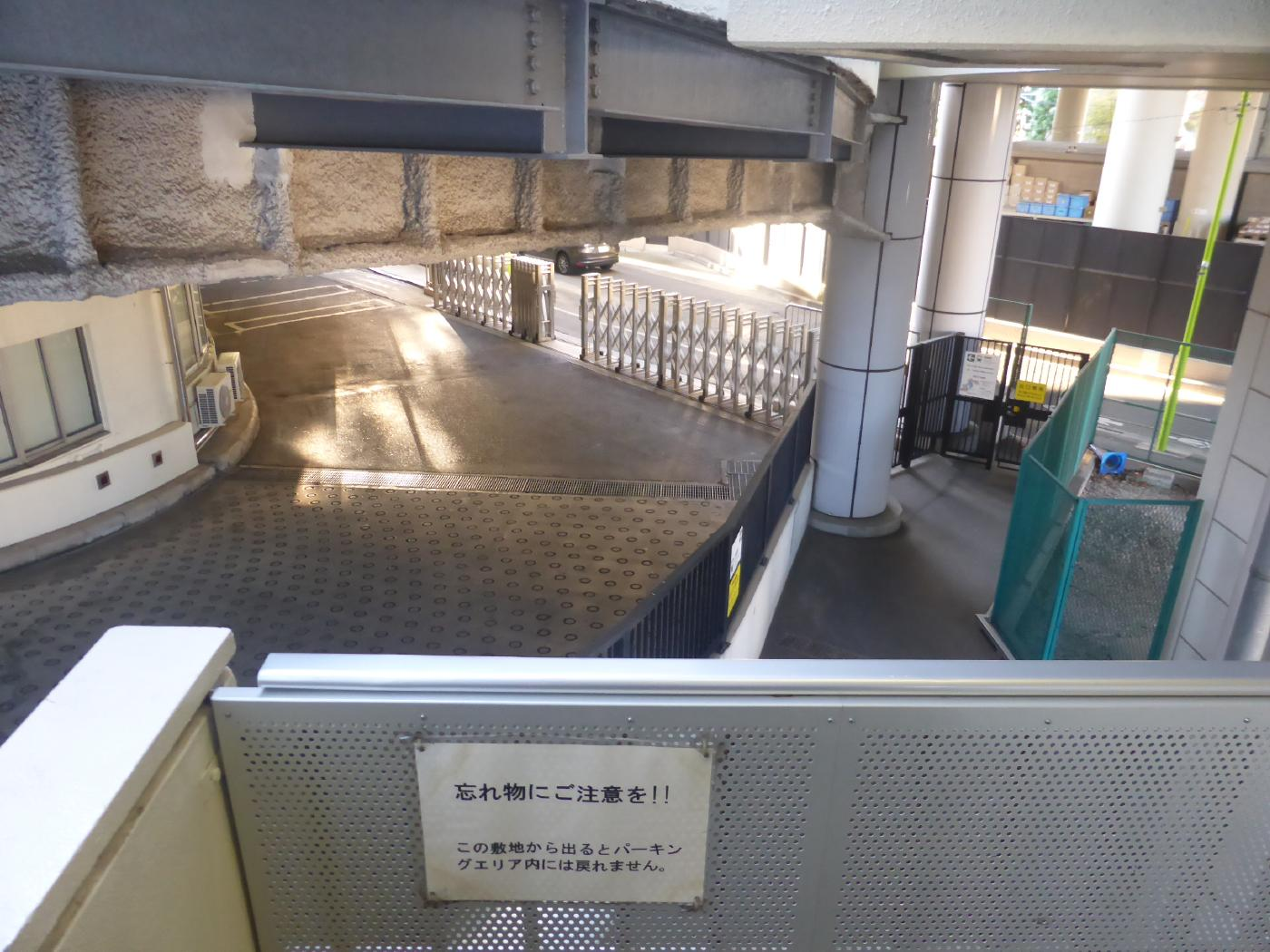
用賀PA1Fへはエレベータ又は階段を利用
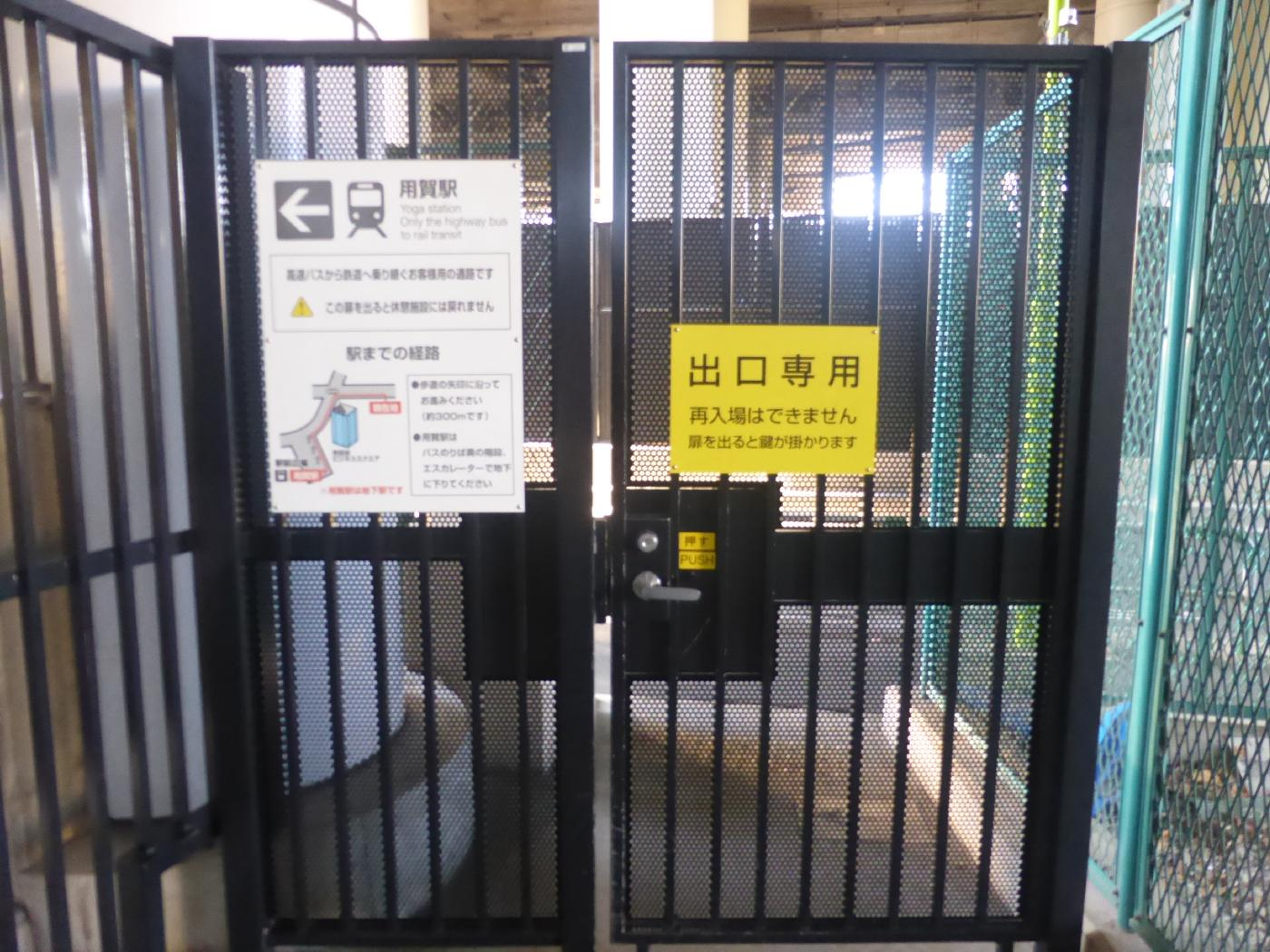
用賀PA1Fは出口専用で再入場不可

## 隣
首都高速3号渋谷線
(305)三軒茶屋出入口 - 用賀PA/TB - (307)用賀出入口